# Voz Propia
Voz Propia es una banda surgida al interior de la movida del Rock Subterráneo limeño el año 1985. Considerada iniciadora del Post-punk, el Rock gótico, y el Darkwave en Perú, mantiene su vigencia hasta la actualidad.

## Biografía

### 1985-1988
Luego de asistir a una de las presentaciones de la banda Narcosis, Miguel Ángel Vidal Trujillo, fundador y líder de Voz Propia, decide formar su propia agrupación hacia fines de 1985 bajo el nombre de Vox Propia (después cambiado por el actual). Luego de buscar a "la gente adecuada" y de varios ensayos, Voz Propia daría su primer concierto en junio de 1986 en el festival Comunicarte de la Facultad de Ciencias de la Comunicación de la Universidad de Lima. En el mes de octubre el destacado músico Miki González les produce el tema "Espejo Quebrado" para un probable contrato con la discográfica CBS/Columbia a la que pertenecía González. En enero de 1987 empiezan a grabar en los estudios Yeral los temas que compondrían El Ingreso, su primer casete, editado al mes siguiente. En aquellos días el grupo estaba conformado por Nilo Velarde (guitarra), Carlos Magán (bajo), Ulises Quiroz (batería), Ximena Santillana (Coros) y César Cornejo (teclados), además del propio Vidal.
Para aquella época la primera hornada de grupos subterráneos limeños desaparecen (Leusemia, Narcosis, Autopsia) lo que lleva a una cierta crisis, la misma que debilitaría a Voz Propia cambiando de integrantes (una de sus constante durante toda su existencia). Sin embargo a mediados de marzo de 1987 se organizaría el Concurso de Rock No Profesional TallerRock, auspiciado por la revista Esquina y la mítica discoteca No Helden, en el que participarían casi todos los grupos existentes (120 en total) en sus variados estilos. Finalizado en octubre con un gran concierto en la Concha Acústica del Campo de Marte, con una asistencia de 4,000 espectadores, Voz Propia sería el ganador (entre los finalistas se encontraban Orgus, Diario, Carreño y G-3). De esos días data la incorporación al grupo, ante la salida de Velarde y de Cornejo, de Raúl Montañez (ex Leusemia) y de Aldo Lucioni.
Entre junio y julio de 1988, Voz Propia entraría al estudio de grabación Amigos a registrar dos temas: "Hasta el fin" y "Ya no existes", que integrarían el compilatorio Lima 1988, el cual congregaba temas de las cinco bandas finalistas del concurso. Los temas de Voz Propia fueron grabados por Alex Manrique y mezclados por Luis "Wicho" García (ex Narcosis, actual Mar de Copas).
En julio de 1988 se realiza un polémico concierto en la «Feria del Hogar», en el cual la banda haría de las suyas. En la biografía inserta en su página web se lee lo siguiente:

Se organizan numerosos conciertos como el tan cuestionado y polémico "Rock Subterráneo" realizado en 1988 en La Feria Del Hogar donde Voz Propia lanza una paloma muerta desde el escenario y Miguel Ángel escupe y canta pisando una bandera norteamericana para luego romperla, todo esto frente al principal accionista de la feria, quien era norteamericano y se había acercado a escuchar al grupo, ya que, había recibido buenas referencias. Mil volantes fueron confiscados y el grupo fue fichado por la DIRCOTE (Dirección contra el Terrorismo).

Dicho actitud los llevaría a ser muy criticados al interior de la movida subte, por lo que tuvieron que organizar, en adelante, sus propios conciertos, como los realizados en el teatro Segura, en Magia, la No Helden, además de conciertos en las ciudades de Chimbote y Trujillo. 
También en julio de 1988 es editado el casete No puedo irme, en el que están contenidos algunos de los himnos "vozpropianos" más celebrados, como "Te voy a exterminar", "Hacia las cárceles" (el cual hace alusión a la Matanza en los penales del Perú) y "Fiestas negras", entre otros. Algunos de los temas fueron grabados en el estudio Amigos, mientras que otros fueron grabados por "Wicho" en el estudio de Miki González. Algunos de esos temas ya habían visto la luz en El Ingreso.

### 1989-1993
Antes de acabar la década de los 80's Voz Propia se consolidaría como uno de los actos más emblemáticos de la escena subterránea de Lima, pues para ese tiempo ya existían otros grupos de estilo similar como Cardenales, Lima 13, Salón Dada, Col Corazón y T de Cobre. Sin embargo algún cambio en su formación los llevaría a cierta inestabilidad: sale Carlos Magán "Boui", entra Carlos Fernández.
Grabado en los estudios Amigos y Astros entre mayo y septiembre de 1990, se editaría en diciembre el casete El Sueño producido por Manuel Villavicencios y Voz Propia, en que incluyen temas significativos como "Llévame", "Tiempos", y el tema epónimo, que representaría en mejor forma al grupo, dejando de lado cierta actitud y sonido punk por la de un sutil y marcado estilo dark. Luego de la muy concurrida presentación de El Sueño en un local del distrito de Miraflores, (Wifala) los integrantes de Voz Propia se distanciarían ante la cada vez más desalentadora escena subterránea.
A mediados de 1993, luego que Miguel Ángel aprendiera a tocar el teclado, se juntaría otra vez con Ulises Quiroz para reagrupar a Voz Propia. Con la colaboración de Rodolfo Cortegana y de Lizzi Moreno Díaz, se grabaría en forma artesanal (entre agosto y noviembre de 1992) en casa de Cortegana el casete Hastío, editado en el mes de febrero. Esta producción contendría algunos temas que Miguel Ángel tenía compuestos desde 1989-1990, y que, además de ser marcadamente depresivos (por ello el título), mostrarían el lado más electrónico del grupo. Luego de dos presentaciones, una en el Teatro La Cabaña y la otra en uno de los últimos conciertos en la No Helden (antes de cerrar definitivamente), Voz Propia por enésima vez se disolvería por buen tiempo.

### 1995-1998
Vientos mejores correría a partir de 1995. Una muy nutrida y activa escena limeña despertaría los ánimos del grupo. Reagrupados luego de una conversación entre Raúl Montañéz y Miguel Ángel, Voz Propia regresaría a los escenarios el 1 de junio de 1995 en un memorable concierto en el Ex Cine Balta del Distrito de Barranco. En aquella ocasión Ulises Quiroz y Carlos Magán los acompañarían, además de haber sido el debut de los nuevos integrantes Natalia Gianella (en coros) y de Marcel Velaochaga (en teclados). Según una reseña al concierto, inserta en el primer número de la revista Caleta:

La intención del grupo de hacer un recital "a lo grande" no se cumplió debido a las deficiencias del sistema de luces (¿habían?) y a un sonido, que sin ser malo, no estaba suficientemente ecualizado como para la tan mencionada "grabación de un CD en vivo" [según el póster del concierto]. Pero pese a ello, y al sombroso mutismo del otrora superracional Miguel Ángel (quien no dijo ni "hola" siquiera), la gente gozó con temas tan directos y clásicos como "No Puedo Irme", "Ya No Existes", "Espejo Quebrado" y "Fiestas Negras" (cuya letra fácilmente pudo ser aplicada a todo el evento y a todos los que estuvimos allí) y con la energía del grupo, que luego de una primera parte en la que los nervios parecían traicionarlos, arremetieron con los viejos temas con vigor.
Fidel Malhecho. Revista Caleta, No. 1, Julio de 1995

Un casete simplemente titulado 1/6/95 con parte de ese concierto circuló en 1996. A pesar del éxito de su regreso, Voz Propia no volvería a tocar por un buen tiempo, pues entre el verano de 1996 y diciembre de 1996, grabarían en los estudios El Techo (bajo la supervisión de José Inoñan de Dolores Delirio) y en los estudios Pacífico, su nuevo casete (coproducido por Manuel Quiñones) Los Días Y Las Sombras editado en febrero de 1997, siendo este una de los mejores discos de la década de 1990 en Perú. En él se incluían temas como "Adagio" (excelente tema en la voz de Natalia), "Problemas", "A Oscuras" (que ya viera la luz en El Hastío), "El Momento" (memorable tema compuesto por Carlos Magán "Boui") y el tema epónimo (tema representativo de los 90's). Luego de un concierto en el Sargento Pimienta de Barranco, Voz Propia daría varios conciertos en provincias, mas no en Lima. Con dos temas de este disco se filmarían sus primeros videos: "El Momento" y "Adagio", ambos dirigidos por Ricardo Ayala "El Anti". El video de "Adagio" sería presentado en la Bienal de Arte de Lima de 1997.
En 1997 se editaría el casete titulado Voz Propia 1987-1992 compilando temas de sus anteriores casetes más un tema tomado del concierto en el Ex Cine Balta. Entre enero y mayo de 1997, Voz Propia grabaría nuevos temas ("El Ancho Río" y "Demolición", cover de Los Saicos) y nuevas versiones de temas antiguos para su primera compilación en disco compacto. Editado a mediados de diciembre de 1997 por el sello neoyorquino Newsica NYC, el disco titulado simplemente Voz Propia abarcaba temas desde 1986 a 1997, incluyendo temas de su reciente Los Días Y Las Sombras. Dicho disco tendría dos presentaciones: una con el arte gráfico de Ulises Quiroz comúnmente llamado El Disco de la Guillette (este fechado en 1997) y que tuvo que ser descartado por diversos errores ortográficos y por contener fotos ininteligibles; y otra con la carátula parecida al de Los Días Y Las Sombras realizado por Marcel Velaochaga (este fechado en 1998) mucho mejor cuidada que la anterior. A pesar de la gran acogida que tuvo este disco el grupo se volvería a distanciar otra vez.

### 2000-2008
Grabado entre noviembre de 2000 y abril de 2001 grabado en el estudio Villa Ruby bajo la supervisión de Luis García "Wicho", Voz Propia volvería con su segundo disco compacto: Ave De Paso en julio de 2001. En sus filas estaría la clásica formación Vidal-Montañéz-Quiroz-Magán. En Ave De Paso aparecerían nuevos himnos vozpropianos como "Mil Muertes", "Flor De Un Día", "Corazones" y el que da nombre al disco. Con este trabajo el grupo se consolida, pues en los últimos años ha tenido una notable constancia, tanto en performances como en edición de discos. 
Luego de la salida definitiva esta vez de Montañéz y de Quiroz (quien concretaría su proyecto personal Terminar), Voz Propia grabaría entre diciembre de 2002 y enero de 2003, de nuevo con Wicho en la consola de Villa Ruby, el disco Hamlet editado en marzo de 2003. Hamlet se caracterizaría por una mayor presencia de los teclados y por la inclusión de dos nuevos integrantes: Ricardo Lay "Rocco", en batería y Hans Brandes (ex La Devoción) en teclados, productor del disco junto a Miguel Ángel. Destacan temas como "El Piloto" (para el que Ricardo Ayala "El Anti" realizaría un video), "En Mi Mente" y "La Noche Del Corazón" (una balada muy romántica, poco usual en el grupo).
En julio de 2003, se empezarían a reeditar en disco compacto todas las producciones anteriores de Voz Propia editadas en casete. El primero sería la reedición de Los Días Y Las Sombras, luego entre el 2003 y el 2005 seguirían, en el siguiente orden: El Sueño, No Puedo Irme, El Ingreso y Hastío. En diciembre de 2004 se reeditaría Ave De Paso, en CD de fábrica, pues la primera edición se editó en disco compacto grabable. También la compilación Voz Propia se ha reeditado en febrero de 2008 pues la primera edición también fue en disco compacto grabable (CD-r). Todas estas reediciones vienen con diversos bonus tracks correspondientes a la época de su edición primigenia, varios de ellos temas descartados, así como temas en vivo, nuevas versiones y remixes.
En marzo de 2006, se grabaría de nuevo con Wicho en la consola de Villa Ruby, el disco El Manifiesto, editado en junio de 2006, para esta producción Voz Propia cuenta con nuevos integrantes: Ramón Escalante en guitarra, Kurt Rothschild en bajo y Raúl Loza en batería. Este disco se caracteriza por la marcada guitarra de Escalante que hace al grupo sonar más actual, sin dejar el lado dark. Ricardo Ayala "El Anti" haría el video del tema "Lentes Amarillos". Luego se filmaría el video del tema "El Club De La Pelea" realizado por alumnos de la Facultad de Comunicaciones de la Pontificia Universidad Católica del Perú. En febrero de 2007, Voz Propia fue elegido "Mejor Grupo Rock del 2006" por el diario El Comercio.
En agosto de 2007 vería la luz el disco En Vivo 29/03/07 que contiene 13 tomas de un concierto de marzo de 2007 en la discoteca Break, más tres temas tomados del ya mítico concierto en el Ex Cine Balta de junio de 1995 (con una presentación del fallecido músico Edgar Barraza "Kilowatt" en el que se escucha por primera vez el adjetivo vozpropiano), y un tema acústico grabado en Radio Miraflores en julio de 1997.
Desde noviembre del 2006 se anunciaba la edición de un DVD, que se concretó en diciembre de 2008. El esperado Voz Propia DVD contiene 22 pistas de video, incluyendo sus 7 videoclips: "El Momento", "Adagio", "El Piloto", "Lentes Amarillos", "Club De La Pelea", "Invisible", y "La Canción Sin Fin". El DVD además ofrece 2 presentaciones (2006-2007) en el programa de televisión Jammin'; un documental realizado por alumnos de la PUCP sobre la trayectoria de Voz Propia; para acabar con imágenes de archivo (no muy bien conservadas por haber sido, al parecer, grabadas en formato VHS) que datan de 1986 donde aparecen unos muy jóvenes VP interpretando sus clásicos temas, para luego verlos siendo entrevistados brevemente en el enigmático Cementerio Presbítero Matías Maestro de Lima. Con un poco más de 20 años, pero con sus intervalos, Voz Propia sigue en la brega.

### 2011-2013
Conmemorando sus 25 años de trayectoria, en marzo de 2011, Voz Propia edita su noveno álbum, titulado The Game Is Over, que cuenta con 10 temas nuevos, para los que contaron con la participación de Ramón Escalante en guitarras y teclados, Carlos Magán en coros y bajo, Miguel Ángel Vidal en voces y guitarras, y Raúl Loza en batería, quien de esta forma se despidió de la banda; regresando Ulises Quiroz a la percusión y coros. En algunas presentaciones están contando nuevamente con la participación de Raúl Montañez en guitarra.
En 2012, Voz Propia ha participado (junto a bandas como Mar De Copas y Cementerio Club, entre otras) en el tributo al destacado músico hispanoperuano Miki González titulado Radio Marginal, en el que participan con su versión del tema "Primavera Especial", original del álbum de González titulado Tantas Veces (1987).
A inicios del 2013, Voz Propia fue voceado como telonero (junto a la banda Dolores Delirio) en la presentación en Lima de la banda británica The Cure, en abril de 2013, hecho que no se concretó, a pesar de que la encuesta aparecida en la página de Facebook de The Cure los colocaba en el primer lugar de las preferencias.
Actualmente, Voz Propia prepara un disco conteniendo un concierto acústico, grabado el 10 de julio de 2013, en el que interpretan sus más aclamados temas.

### 2015
En enero de 2015, tras más de un año de coordinaciones para la producción, la banda edita en conjunto con el sello independiente peruano Trilce Discos, el primer LP en formato vinilo de la banda, titulado “Voz Propia 1986 – 2011”, una nueva compilación en donde se repasa la totalidad de álbumes de estudio del grupo, editados en esos 25 años.
Dicho álbum fue presentado oficialmente el 31 de enero en el “Bar Lima” del centro de la ciudad, a sala llena y en medio de gran expectativa de los seguidores de la banda, tras sendas entrevistas y reseñas del disco en medios masivos como Perú 21, La República, El Peruano, Radio San Borja, etc. El acetato contó con 4 nuevas versiones grabadas para la ocasión (“Los días y las sombras”, “El ancho rio”, “El sueño” y “Ya no existes”) y salió en tiraje numerado y limitado de 200 copias en color blanco y 20 copias en color amarillo; a la actualidad se encuentra casi agotado. También, se grabó una presentación en televisión para el programa "Imagen de la música", emitido en noviembre de 2015 por TV Perú.

### 2016
El 12 de enero fallece en Lima el bajista de la banda, Carlos Enrique Magán Cafferata "Boui" (8 de agosto de 1967- 12 de enero de 2016) por complicaciones de la diabetes que padecía. No obstante, la banda continúa con sus actividades. Por tal motivo, convocaron, nuevamente a Kurt Rothschild para ocuparse del bajo. Kurt, ya había participado antes con Voz Propia, en los "alejamientos" de Boui. Asimismo, grabó el disco titulado "El manifiesto"; también, alternó algunas presentaciones en vivo. Además, desde 2015, la banda venía grabando su última producción titulada "Una vida feliz", lanzada en noviembre del 2016. Además, se grabó otra presentación para TV para el canal de cable "Movistar música" en el programa "Lado B", la cual incluyó una entrevista. La banda celebró sus 30 años de trayectoria en un concierto (17/09/2016), en el cual, tuvieron a músicos invitados tanto exintegrantes: Nilo Velarde, Ximena Santillana y Marcel Velaochaga como amigos de otras bandas: Oswaldo Rocha (Lima 13), Sandra Requena, Carlos "Canuto" Tabja (Atómica), Leo Escoria (Leusemia) y José Arbulú (Cementerio Club).
2017
La banda continúa su actividad con próximas presentaciones del disco "Una vida feliz", su más reciente producción.

## Discografía
A menos que se indique, todas las producciones de Voz Propia son independientes:

### En Estudio
- El Ingreso. Febrero de 1987, mc; septiembre del 2004, CD.
- No Puedo Irme. Julio de 1988, mc; abril del 2004, CD.
- El Sueño. Diciembre de 1990, mc; noviembre del 2003, CD.
- Hastío. Febrero de 1993, mc; mayo de 2005, CD.
- Los Días Y Las Sombras. Febrero de 1997, mc; julio del 2003, CD.
- Ave De Paso. Julio del 2001, CD-r; diciembre del 2004, CD.
- Hamlet. Marzo del 2003, CD.
- El Manifiesto. Junio del 2006, CD.
- The Game Is Over. Marzo del 2011, CD.
- Una vida feliz. Noviembre del 2016, CD.
- Bicentenario. Diciembre del 2021, CD.
- Apátridas. Enero del 2022, CD.

### En Vivo
- 1/6/95/. 1996, mc.
- En Vivo 29/03/07. 2007, CD.
- Concierto Acústico. tba, 2013, CD.
- Santiago de Chile 24/11/18. tba, 2020, CD.

### Compilaciones
- Voz Propia 1987-1992. 1997, mc.
- Voz Propia. Diciembre de 1997-1998, Newsica NYC, CD-r; febrero del 2008, CD.
- Voz Propia 1986-2011. 2015, Trilce Discos, vinilo

### Video
- Voz Propia DVD. Diciembre del 2008, DVD-r.

### Bootlegs
- Desenchufado 1990. Concierto acústico grabado en julio de 1990, incluido en el casete Salón Dada / Voz Propia / Los Yndeseables / XYZ (mayo de 2000, Tobi Records).

### Contribuciones a Tributos
- Tributo a Narcosis (2004, GJ Records). VP participa con su versión del tema "La Danza De Los Cristales".
- Gracias Por El Refugio. Tributo Peruano a Los Rolling Stones (2004, Ñ Discos). VP participa con su versión del tema "Let's Spend The Night Together (Pasemos La Noche Juntos)".
- Los Pasos Lejanos. Tributo Rock a César Vallejo (2007, ZONA103 Records). VP participa con la musicalización del poema "Piedra Negra Sobre Una Piedra Blanca".
- Tributo a Soda Stereo - Desafiando al Rito (2007, TDV Media & Entertainment). VP participa con su versión del tema "Signos".
- Radio Marginal. Tributo a Miki González (2012, Ombligo Label - Descabellado Records). VP participa con su versión del tema "Primavera Especial", original del álbum de M. Gónzález Tantas Veces (1987).

### Contribuciones a Compilatorios
- Asco Tapes Vol. 1 (1987, Asco Tapes). En este casete aparecen temas de Voz Propia, Daniel F. y D. R. Hardcore, entre otros.
- Lima 1988 (1988, Revista Esquina - No Helden). VP participa con los temas "Hasta El Fin" y "Ya No Existes".
- Audición Radical (julio-agosto de 1997, Revista Caleta, n.º 17). VP participa con una versión acústica del tema "Calle".
- Crónica Del Rock Peruano (CD 3: Rock Alternativo) (noviembre de 2001, Empresa Editora El Comercio). VP participa con el tema "El Sueño" (versión 1997).
- Caleta Finale (agosto de 2002, Revista Caleta, n.º 28). VP participa con un demo del tema "Velocidad".
- Entresemana (diciembre de 2004, Sponge Records - Discos Mary Celeste; distribuido junto al n.º 4 de la Revista Freak Out!). VP participa con la versión primigenia del tema "Invisible" (la versión en estudio apareció en El Manifiesto).
- La Tierra De Los Sueños - Dark Compilation (2005, Comunidad Oscura). Compilatorio editado en España en el que VP participa con el tema "En Mi Mente", del álbum Hamlet.
- Maketa 2007 (2007, Agenda Perú Rock). VP participa con el tema "Piedra Negra Sobre Piedra Blanca".

## Tributos a Voz Propia
- El sello Muki records, a fines del año pasado, lanzó el CD doble "Hasta el fin", tributo a Voz Propia, donde más de 20 artistas (Inyectores, Dolores Delirio, Mar de copas, Cementerio Club, Cuchillazo, Ysabel Omega, entre otros) grabaron sus versiones de las canciones de la discografía de Voz Propia.
- El grupo Dolores Delirio editó un cover del tema "Ya No Existes", inserto en su casete grabado en vivo En El Condorock (1995, GJ Records).
- El grupo Los Criollos editó un cover del tema "Problemas", inserto en su casete Más Peruanos Que La Coima (1996, Huasipungo Records).
- El grupo Cardenales editó un cover del tema "En La Tormenta", inserto en el CD homenaje al rock subterráneo peruano Contrataque: Tributo Al Rock Subterráneo (2003, 1001 Records-Ya Estás Ya Producciones).
- El grupo Cleopatra (de la ciudad de La Oroya) interpretaba ocasionalmente los temas "A Oscuras" y "Hacia Las Cárceles".
- El grupo Tsunamikill usualmente en sus conciertos interpreta su versión del tema "Problemas".
- El grupo Herogena ( De la ciudad de Ayacucho) interpreta actualmente los temas de la reconocida banda como "ya no existes" "lentes amarillos" "mil muertes" "invisible"